# Vicente Almela Caballé
Vicente Almela Caballé (València, 3 de maig de 1955) és un artista faller amb més de 40 anys de trajectòria. Va estudiar a l'Escola d'Arts i Oficis de València graduant-se en l'especialitat de Decoració. Es forma com artista faller als tallers dels Germans Sánchez, José Pascual Ibáñez, Pepet i Alfredo Ruiz. La seua trajectòria en la realització de Falles s'inicia l'any 1976 amb la Falla infantil de la comissió Bosseria - Tros Alt.
Junt a Miguel Santaeulalia, és considerat com un dels pioners en la utilització del suro blanc en la realització de Falles.
En la seua producció compta amb cinc Falles grans plantades a la secció especial de les Falles de València, a les demarcacions de les comissions Avinguda Burjassot-Pare Carbonell amb els lemes "Cap de segle" i "Dosmilandia", Plaça de la Mercè amb els lemes "El futur està servit" i "Veo veo" i l'Associació Cultural Fallera Na Jordana en 2005 dins del col·lectiu "Records de l'avenir" amb el lema "Carme, t'estime", sota esbós de Sento Llobell, dibuixant de la Nova Escola Valenciana de Còmic. L'any 2007 la seua obra presentada a l'Exposició del Ninot per la Falla gran de Santa Maria Micaela-Martí l'Humà resulta guanyadora del Premi Raga al ninot satíric convocat per la comissió Av. Pérez Galdós-Calixt III.
A les Fogueres d'Alacant la seua trajectòria inclou una llarga llista tant de Fogueres grans com infantils per a les comissions Sèneca-Autobusos, Diputació-Renfe i Carolines Altes entre d'altres.
A més de Falles i Fogueres, també ha realitzat altres treballs com les seccions en format còmic Patufet i Pepa per a la revista El Turista Fallero, o col·laboracions artístiques per a exposicions de caràcter solidari. En l'actualitat combina la creació de Falles infantils amb la docència al Grau Superior de Formació Professional d'artista faller i construccions escenogràfiques a l'Institut d'Educació Secundària Benicalap de la ciutat de València.
Posarà punt final a la seua carrera com artista faller a les Falles de València 2020 amb dos cadafals infantils per a les comissions de Sant Antoni de Xirivella i Bosseria - Tros Alt. Amb l'obra plantada en la darrera demarcació crearà un vincle entre la seua primera Falla plantada a la dècada dels 70 mostrant l'evolució de la ciutat de València, la societat i les pròpies Falles al llarg de més de quatre dècades.

## Galeria

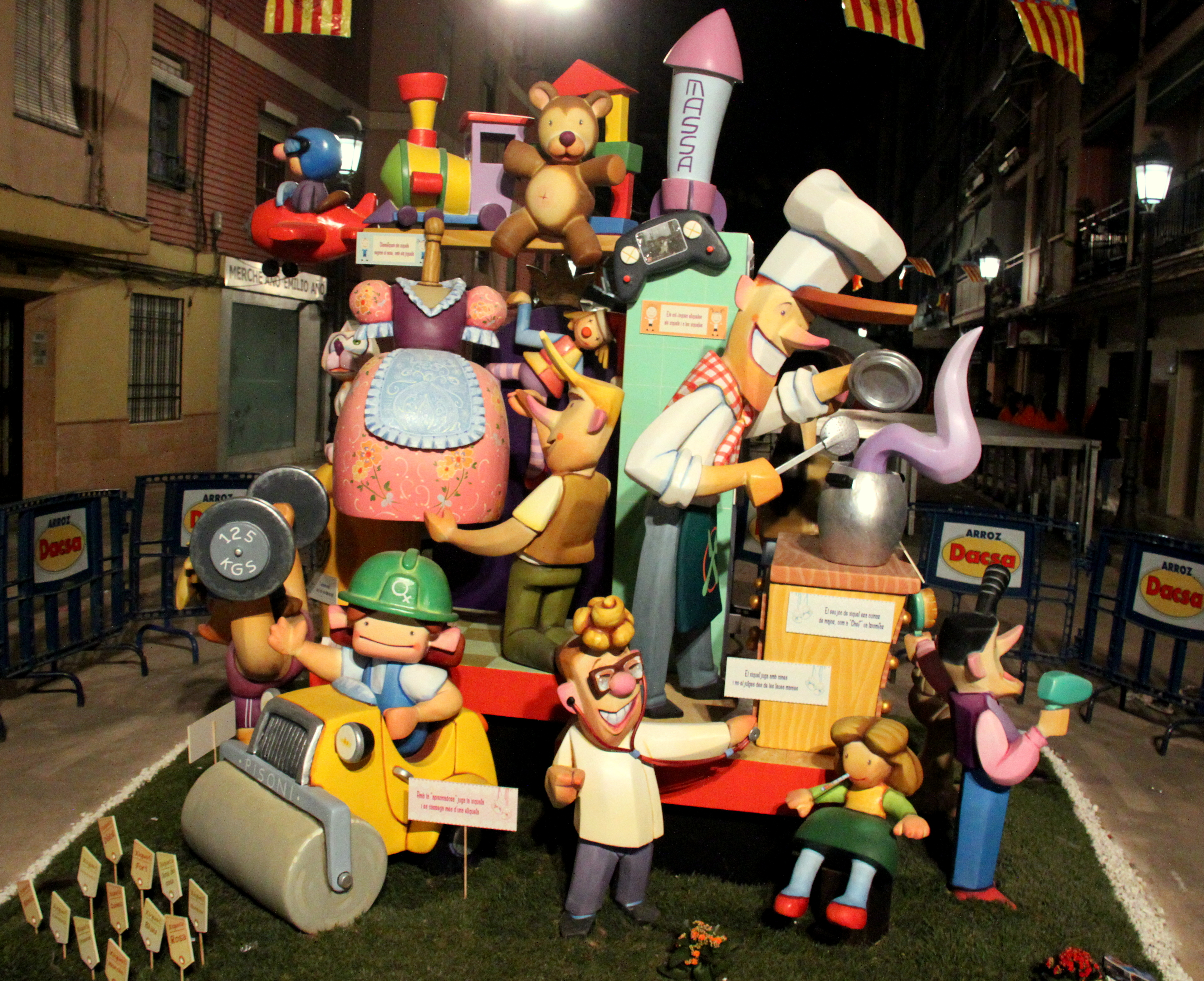
"Fora etiquetes", per Pare Santonja - Cardenal Benlloch en 2018
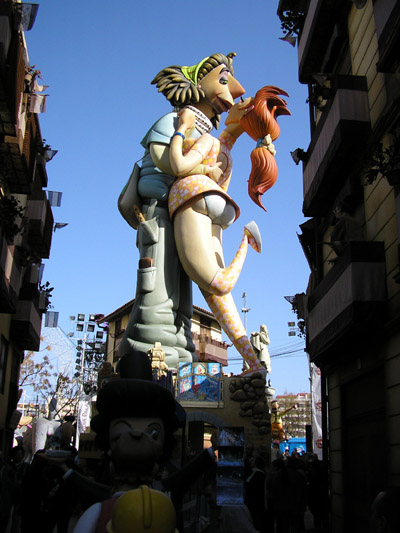
"Carme, t'estime", per Na Jordana en 2005